# Cerros de Tocorpuri
Los Cerros de Tocorpuri es un complejo volcánico situado a lo largo de la frontera entre Bolivia y Chile. En su parte oeste se encuentra el domo de lava riolítico conocido como el Cerro La Torta, llamado así porque su forma se parece a la de un típico pastel cilíndrico.
El complejo está situado cerca de El Tatio.
En la foto de izquierda a derecha: Volcán Tatio, Cerro Tatio, Cerro la Torta y Volcán Tocorpuri.
Los cerros Tocorpuri se formaron en el Pleistoceno tardío en tres etapas separadas y fueron afectados por glaciaciones y fallas tectónicas. La erupción más reciente generó el domo de lava La Torta hace 34.000 ± 7.000 años. Actualmente existe actividad geotérmica que podría estar conectada con la del vecino campo geotérmico de El Tatio.

## Geomorfología
Tocorpuri se encuentra en el norte de Chile, a unos 100 kilómetros al este de Calama, y en el suroeste de Bolivia. La zona se encuentra en la región de Antofagasta en Chile y en el departamento de Potosí en Bolivia, y al sur del volcán pasa un camino prehispánico que conectaba el Altiplano boliviano con la región de San Pedro de Atacama.
El volcán Tocorpuri es un complejo formado por tres edificios distintos. El Tocorpuri Este tiene una altura de 5.808 metros y se eleva aproximadamente 1 kilómetro sobre el terreno circundante. Su cima está coronada por un gran cráter somital, ligeramente alargado, de 1,3 kilómetros de ancho. Desde la cima del Tocorpuri se pueden observar el salar de Atacama y la mina de Chuquicamata, la mayor mina de cobre del mundo. En la región de la cima se encuentran depósitos de azufre que fueron explotados en el pasado. Otros cráteres están muy erosionados, y en el flanco sur hay flujos de lava antiguos y erosionados, mientras que en la región de la cima se encuentran flujos más recientes y de menor tamaño. El Tocorpuri Oeste está compuesto principalmente por flujos de lava en bloques, que son especialmente visibles en el lado occidental, mientras que el Tocorpuri Este está formado por flujos de lava, depósitos piroclásticos y brechas similares a tobas volcánicas. Existe evidencia de un colapso sectorial hacia el sureste del Tocorpuri, visible en una zona de 9 kilómetros cuadrados en el flanco sureste, dentro de una depresión en forma de herradura. El Tocorpuri forma parte de la cadena volcánica principal de la región fronteriza entre Chile y Bolivia.
El domo de lava La Torta se encuentra entre el volcán Tocorpuri al este y el volcán Tatio al oeste. Es una formación de cima plana, con unos 200 metros de altura y flancos empinados, que cubre una superficie de aproximadamente 11 kilómetros cuadrados en una zona llana. Sus flancos están cubiertos de escombros, mientras que su cima presenta pliegues de flujo y arrugas. El domo alcanza una altitud de 5.018 metros. Se distinguen dos bocas eruptivas y dos unidades geológicas diferentes. La Torta y Tocorpuri, separados por una distancia de 10 kilómetros, han sido descritos como un par volcánico, cuya existencia podría deberse a causas tectónicas.
La erosión glacial ha afectado los flancos de los volcanes, con morrenas y flujos de lodo cubriendo la base de La Torta, y con la presencia de circos y estrías glaciares en los volcanes Tocorpuri. En el pasado, un glaciar llenó el cráter del Tocorpuri. Al sur de La Torta, se extienden morrenas provenientes del Tocorpuri Este en dirección sur-suroeste. Entre Tatio y La Torta hay dos lenguas de morrenas dispuestas una junto a la otra. Las morrenas del valle occidental sobrepasaron a las del valle oriental y están acompañadas por depósitos delgados de deriva glacial. Estas morrenas han sido datadas mediante técnicas de exposición superficial: se formaron durante el último máximo glacial regional y, hacia los 30.700 años atrás, los glaciares del oeste ya habían desaparecido. Los flancos del Tocorpuri están cubiertos por escombros de erosión.

## Clima e hidrología
La región presenta un clima de estepa de alta montaña, con una temperatura media baja de 2 °C y un rango térmico diario de 20 °C. Se estima que la precipitación anual en la cima supera los 360 milímetros, mientras que al sur del Tocorpuri caen aproximadamente 159 milímetros al año. La mayor parte de las precipitaciones ocurre durante el verano en forma de lluvias convectivas. Se ha observado nieve en la cima, y un mapa de 1985 muestra una cobertura persistente de hielo y nieve en esa zona. El río Putana, al sur del Tocorpuri, fluye hacia el salar de Atacama y recibe afluentes importantes provenientes del área del Tocorpuri, como la Quebrada La Torta, el río Blanco o Tocorpuri y la Quebrada Agua Brava.

## Geología
Frente a la costa occidental de Sudamérica, la placa de Nazca subduce por debajo de la placa sudamericana en la Fosa de Perú-Chile. Este proceso de subducción es responsable del vulcanismo en la mayor parte del Cinturón volcánico de los Andes, que se divide en la Zona Volcánica Norte (ZVN), la Zona Volcánica Central (ZVC), la Zona Volcánica Sur (ZVS) y la Zona Volcánica Austral (ZVA). El Tocorpuri forma parte de la ZVC.
El complejo volcánico Altiplano-Puna (CVAP) ha estado activo de forma episódica entre hace 10 y 1 millón de años. Se produjeron aumentos de actividad hace 8, 6 y 4 millones de años; desde hace 2,6 millones de años, la actividad ha disminuido. En el Pleistoceno tardío se formaron los domos de lava Cerro Chanka, Cerro Chao, el complejo Cerro Chascon-Runtu Jarita, Chillahuita y Tocorpuri, entre aproximadamente 100.000 y 90.000 años atrás. El volumen total de estos domos supera los 40 kilómetros cúbicos, siendo Cerro Chao el más grande con diferencia. Estos domos forman parte de una alineación noroeste-sureste asociada con el borde de la caldera de Pastos Grandes. Actualmente, el vulcanismo se concentra en el arco volcánico y es principalmente andesítico, habiendo formado numerosos conos volcánicos. La formación de un batolito bajo el CVAP podría estar en curso.
La mayor parte de la región está cubierta por ignimbritas del Terciario, salvo en la zona fronteriza entre Bolivia y Chile, donde predominan formaciones volcánicas del Período Cuaternario. El basamento anterior a las ignimbritas solo aflora más hacia el oeste. Estas ignimbritas fueron generadas por erupciones en el CVAP. Lineamientos geológicos han influido en el desarrollo de los volcanes, incluido el Tocorpuri, y La Torta se formó al final de una falla inversa que pudo haber servido como vía de ascenso del magma.

## Composición
Las rocas volcánicas del Tocorpuri están compuestas por andesita, dacita y riolita, y corresponden a una serie calco-alcalina rica en potasio. Los fenocristales incluyen biotita, clinopiroxeno, hornblenda, ortopiroxeno y plagioclasa, y varían entre los distintos tipos de roca. Se ha propuesto un origen por cristalización fraccionada. Las rocas volcánicas en la región de la cima presentan alteración hidrotermal. La composición dacítica a riolítica, rica en cristales, de La Torta se asemeja a la de otros domos de lava del CVAP.

## Sistema hidrotermal
Se informa que el Tocorpuri presenta actividad solfatariana, y al norte de La Torta, a una altitud de 5.000 metros, hay manantiales termales, emisiones de gas y pozas burbujeantes. Los campos geotérmicos de El Tatio y Sol de Mañana se encuentran al norte y al este del Tocorpuri, respectivamente, y Trujillo-Ramírez (1974) reportó manifestaciones adicionales al sur del volcán. Se ha sugerido que El Tatio podría recibir su flujo de calor desde un reservorio térmico ubicado bajo La Torta. Geotérmica del Norte, un consorcio entre las empresas Enel y la Empresa Nacional del Petróleo, posee concesiones para la prospección de energía geotérmica en la zona El Tatio-La Torta.

## Historia geológica
El vulcanismo en la zona comenzó hace 800.000 años. El Tocorpuri se formó en cuatro etapas: las dos primeras dieron origen a los dos volcanes principales del complejo Tocorpuri, la tercera generó flujos de lava que emanaron de grietas eruptivas en los flancos sur y noroeste del Tocorpuri, y la cuarta formó el domo de La Torta. Déruelle (1979) infirió que el Tocorpuri Este es más reciente que La Torta o el Tocorpuri Oeste.
Entre las dos etapas de actividad volcánica, los edificios fueron deformados tectónicamente. Cabalgamientos y fallas normales han desplazado depósitos del Plioceno al Cuaternario en los alrededores y sobre el Tocorpuri, incluyendo la región de la cima y el cráter somital.